# Mikuláš Dačický di Heslov
Mikuláš Dačický di Heslov, oppure Dačický z Heslova (Kutná Hora, 1555 – Kutná Hora, 1626), è stato uno scrittore e poeta ceco.

## Biografia
Spirito bizzarro e irrequieto, individuo avventuroso e lacerato da sentimenti contrastanti, espresse meglio e più efficacemente di qualsiasi altro contemporaneo l'ansia latente nel ristagno spirituale dell'età di Veleslavín', che vide spegnersi il modesto umanesimo boemo.
La raccolta delle sue poesie, pubblicata nel 1620 in un volume intitolato La verità pura e semplice (Prostopravda), presenta, in un disordinato aggrovigliarsi di composizioni eterogenee, versi allegorici, mistici e realistici, pervasi ora da spirito religioso e moralistico, ora da un'aspra ironia.
Anche la scrittura è alquanto variata, oscillando tra un linguaggio elevato ed altisonante, non ignaro di classiche forbitezze e verismi di efficace crudezza.
Il risultato risulta eccellente: dinnanzi agli occhi del lettore sfila tutta una variopinta galleria di figure grandi e piccole egregiamente caratterizzate.
Dačický scrisse anche dei Ricordi (Paměti), che abbracciano il periodo dal 1575 alla fine della vita dell'autore.

## Interpretazioni
- La verità pura e semplice (Prostopravda, 1620);
- Ricordi (Paměti, 1626).